# Peter Hanly
Peter Hanly (28 de noviembre de 1964) es un actor irlandés conocido por sus actuaciones en Braveheart como Eduardo, Príncipe de Gales, y como Garda Ambrose Egan en la serie de televisión de la BBC Ballykissangel.
Hanly comenzó su carrera actoral por la época en que empezó a interpretar a Young Oliver en Da. El repertorio de Hanly abarca obras de teatro, televisión y películas.
En 2007, interpretó a Major Sparks en My Boy Jack.

## Vida personal
Hanly trabaja como actor en Dublín, donde vive con su esposa Jennifer O'Dea y sus dos hijos.

## Filmografía
| Año       | Título         | Papel                      | Notas                  |
| --------- | -------------- | -------------------------- | ---------------------- |
| 1995      | Braveheart     | Eduardo, Príncipe de Gales | Película               |
| 1997–1999 | Ballykissangel | Garda Ambrose Egan         | Serie 1,2,3, 1996–1999 |
| 2007      | My Boy Jack    | Major Sparks               | Película               |